# Dominikánský kostel (Lvov)
Kostel dominikánů zasvěcený Božímu Tělu a současně řeckokatolická cirkev sv. Eucharistie je jednou z nejcennějších barokních památek Lvova a celé Ukrajiny.
Kostel, nacházející se v severovýchodní části lvovského starého města, byl vystavěn na místě původního gotického kostela v letech 1749–1764 nákladem polského hejtmana Josefa Potockého a kanivského starosty Mikołaja Bazylého Potockého. Projektantem byl Jan de Witte (nebo blíže neznámý Francouz). Dokončovací práce se protáhly až do roku 1798 a zvonice pochází až z počátku 19. století. Stavba je inspirována kostelem Karlskirche ve Vídni; uprostřed se nachází velká eliptická loď, jež je obklopena prstencem kaplí; fasáda je zdobena množstvím sloupů, soch a říms. V průčelí čteme latinský nápis: Soli Deo honor et gloria, tedy česky Čest a sláva pouze Bohu.
V časech Sovětského svazu zde fungovalo muzeum dějin náboženství a ateismu. Protože většina lvovských římských katolíků byli Poláci, kteří byli po 2. světové válce repatriováni, byl roku 1990 kostel předán Ukrajinské řeckokatolické církvi a znovuvysvěcen.
Do roku 1946 se zde nacházel též zázračný obraz Vítězné Matky Boží (1751), která se nyní nachází v kostele sv. Mikuláše v Gdaňsku.